# Endless Summer (The-Beach-Boys-Album)
Endless Summer ist eine Hit-Kompilation der US-amerikanischen Rockgruppe The Beach Boys. Sie wurde am 24. Juni 1974 in den USA von der Plattenfirma Capitol Records veröffentlicht. Die Compilation erreichte am 5. Oktober 1974 Platz 1 der amerikanischen Billboard-Charts.

## Geschichte um das Album
Am Ende der 1960er Jahre waren die Verkaufszahlen der Beach Boys in den USA dramatisch eingebrochen. Die Beach Boys versuchten während der Hippie-Blütezeit einen Imagewandel herbeizuführen, wurden von ihrer Plattenfirma Capitol Records allerdings weiterhin als „beste Surf-Combo“ angekündigt. Mit Auslaufen ihres Vertrages 1969 wechselten die Beach Boys ihre Plattenfirma und unterzeichneten einen neuen Vertrag bei Warner Bros. Die Verkaufszahlen in den USA erholten sich mit den nächsten Alben allerdings nur schleppend. 1973 nach ihrem Album „Holland“ und dem mit einer goldenen Schallplatte ausgezeichneten „In Concert“ beschlossen die Beach Boys neue Veröffentlichungen hinten anzustellen und durch ausgedehnte Konzerttourneen durch die USA ihre amerikanischen Fans zurückzugewinnen. Denn in Europa hatten sie mit ihrer aktuellen Musik seit dem Jahr 1966 sehr großen Erfolg gehabt. Während dieser Tournee arbeiteten die Bandmitglieder dennoch an neuem Material und sprachen auch darüber, ein neues Album aufzunehmen.
Im Frühjahr 1974 hatte ihre alte Plattenfirma Capitol Records die Idee eine neue Hit-Kompilation zu veröffentlichten, da sich deren Vorgänger bereits sehr gut verkauft hatten. Die Band stand diesem Vorhaben sehr aufgeschlossen gegenüber, äußerte allerdings die Bitte die Kompilation nicht „Best of“ oder „Greatest Hits“ zu nennen. Es war Mike Love, welcher die Idee hatte, das Album „Endless Summer“ zu nennen. Er war auch jener Bandvertreter, der in der Auswahl der Titel involviert war.
Die Kompilation beinhaltet eine Auswahl an 20 Stücken aus den Jahren 1962–1965, den Anfangsjahren der Band. Von den Liedern „Be True to Your School“, „Help Me, Rhonda“ und „Fun, Fun, Fun“ wurden die Album-Versionen und nicht die Single-Versionen verwendet.
In den USA wurde das Album als Doppel-LP veröffentlicht. Nachdem es sich im Oktober 1974 auf Platz 1 der Hitlisten festsetzen konnte verblieb es insgesamt 155 Wochen in den Billboard Top 200. Es zählt mit über 3 Millionen verkauften Stück und dreifach Multi-Platin zu den kommerziell erfolgreichsten Alben der Band.
Bereits 1966 war ein erfolgreicher Surf-Dokumentarfilm namens „The Endless Summer“ erschienen.

## Titelliste

### Seite 1
Die Stücke wurden zum größten Teil von Brian Wilson und Mike Love komponiert, Ausnahmen sind vermerkt.
1. Surfin' Safari – 2:05
2. Surfer Girl (Brian Wilson) – 2:26
3. Catch a Wave – 2:07
4. The Warmth of the Sun – 2:51
5. Surfin’ USA (Chuck Berry/Brian Wilson) – 2:27

### Seite 2
1. Be True to Your School (Album Version) – 2:07
2. Little Deuce Coupe (Brian Wilson/Roger Christian) – 1:38
3. In My Room (Brian Wilson/Gary Usher) – 2:11
4. Shut Down (Brian Wilson/Roger Christian) – 1:49
5. Fun, Fun, Fun – 2:16

### Seite 3
1. I Get Around – 2:12
2. Girls on the Beach – 2:24
3. Wendy – 2:16
4. Let Him Run Wild – 2:20
5. Don't Worry Baby (Brian Wilson/Roger Christian) – 2:47

### Seite 4
1. California Girls – 2:38
2. Girl Don't Tell Me – 2:19
3. Help Me, Rhonda – 3:08
4. You're So Good to Me – 2:14
5. All Summer Long – 2:06